# 薩默塞特湖 (伊利諾伊州)
薩默塞特湖（英語：Lake Summerset）是位於美國伊利諾伊州斯蒂芬森縣的一個人口普查指定地區。

## 地理
薩默塞特湖的座標為42°26′58″N 89°23′47″W / 42.44944°N 89.39639°W，而該地最高點為海拔高度262米（即860英尺）。

## 人口
根據2010年美國人口普查的數據，薩默塞特湖的面積為6.00平方千米，當中陸地面積為5.00平方千米，而水域面積為1.00平方千米。當地共有人口2048人，而人口密度為每平方千米341.33人。